# 사랑이 다시 올 때
《사랑이 다시 올 때》(영어: Hope Floats)는 미국에서 제작된 포리스트 휘터커 감독의 1998년 드라마 영화이다. 샌드라 불럭, 해리 코닉 주니어 등이 출연하였고, 린다 옵스트 등이 제작에 참여하였다.

## 출연
- 샌드라 불럭
- 해리 코닉 주니어
- 제나 롤런즈
- 메이 휘트먼
- 마이클 퍼레이
- 캐머런 핀리
- 캐시 너지미
- 빌 코브스
- 로재나 아켓

## 기타 제작진
- 협력 제작: 엘리자베스 조앤 후퍼
- 배역: 로니 예스컬
- 미술: 래리 풀턴
- 의상: 수지 디샌토

## 사운드트랙
Hope Floats: Original Score Soundtrack
1. "Make You Feel My Love" – 가스 브룩스 (3:53)
2. "In Need" – 셰릴 크로 (5:29)
3. "Honest I Do" – 더 롤링 스톤스 (3:55)
4. "Chances Are" – 밥 시거와 마티나 맥브라이드 (4:17)
5. "All I Get" – 더 매버릭스 (4:08)
6. "Paper Wings" – 길리언 웰치 (3:57)
7. "Stop! In the Name of Love" – 저넬 모서와 데이비드 캠벨 (4:31)
8. "Wither, I'm a Flower" – 위스키타운 (4:53)
9. "What Makes You Stay" – 디애나 카터 (4:35)
10. "To Get Me to You" – 라일라 매캔 (3:50)
11. "Smile" – 라일 러빗과 데이비드 캠벨 (3:38)
12. "When You Love Someone" – 브라이언 애덤스 (3:39)
13. "To Make You Feel My Love" – 트리샤 이어우드 (2:57)